# عزیز، کشور من کجاست؟
عزیز، کشور من کجاست؟ (به انگلیسی: Dude, Where's My Country?) کتابی نوشته مایکل مور در سال ۲۰۰۳ است.